# 電凸
電凸・電突（でんとつ）とは、企業、マスコミ、宗教団体、官庁、政治家、政党などに対して電話をかけるなどして、組織としての見解を問いただす行為のこと。

## 定義
「電話突撃取材」（または「電話突撃リポート」）という表現が「電話突撃」→「電突」→「電凸」のように短縮してできた略語とされる。元はインターネットスラングで、この用語が発生したのは電子掲示板2ちゃんねる上のハングル板において2004年9月8日にたてられた「電話突撃隊出張依頼所」というスレッドとされる。
電凸を行うことを「電凸する」のように動詞化して表現することもある。さらに「凸（とつ）る」、「凸」などと略される。
電凸を行う主体は一般市民である個人、または一般市民の声を代弁する（と自認する）団体である。同じ内容を同じ相手に問いただしても、報道機関やジャーナリストが行うものは「取材」であり、一般的に電凸とは区別される。単なるクレームや中傷、イタズラ電話ととられないよう、電凸を行う者が事前に公開質問状をメールやファックスで送付するなど身元を相手に明らかにして「正々堂々と」電話をかけることも多い。裏を返せば電凸と単なるクレーム（苦情）行為は紙一重であり、明確に区別できない場合も多い。

## 目的
テレビやラジオ、新聞紙面などのマスメディアや、ブログなどのインターネットメディア、書籍などによって社会に広く発信される発言・意見・CM・番組表現の中には、賛否両論を喚び物議を醸すものもあるが、その際に当該の発言をした人物や発表した団体に連絡をとり、その表現についての当事者見解を引き出したり真意を問いただすことが主な目的である。

## 手法
電凸は一般用の問い合わせ窓口（有名人や知識人であれば事務所や大学等の広報窓口、また企業のお客様相談窓口や学校・教育委員会等）を通して行われることが多く、広報担当者やその上司が対応することが多い。物議を醸した発言・行動の当事者から直接返答があることは少ない。「貴重なご意見」「クレーム」と同じように扱われることもある。ただ、Twitterや公式ブログなど本人が発信手段をもっている場合、直接やりとりが可能なこともある。
電話の場合、通話料の負担を避けるため電子メール等による突撃も行われる。電子メールを用いて行うものをメル凸などと呼ぶことがある。電凸した事実と経過を明らかにするために通話内容などを秘密録音し、やりとりの記録や音声ファイルなどをインターネットなどを通じて公開するケースも多い。
Twitterや2ちゃんねるで「炎上」したり、マスメディアで報道されたりするなどして影響が広がると、専用のまとめサイトが開設され、そこで効果的な電凸・メル凸のためのマニュアルが共有されることがある。まとめサイトは誰でも編集に参加できるようWiki形式であることが多く、マニュアル以外にも上述の通話録音音声や動画、公開質問状本文、電凸対象の連絡先、現場の写真、関係者の顔写真、テレビ画面のキャプチャなど多様なメディアが共有される。大津いじめ自殺事件のように、当事者と無関係の一般人の個人情報や写真が人違いで（あるいは悪意をもって）共有されることもある。そこからまたSNSや2ちゃんねる等で拡散するため、たとえ個人情報悪用・肖像権侵害・著作権侵害など違法な行為があっても、いったん共有されたメディア・情報は削除することが事実上不可能である。このため不用意な電凸やメディアのアップロード行為は刑事訴追や民事訴訟の対象となる場合がある。
電凸は日本に限らず、アメリカ合衆国や韓国でも報告されている。また、中国から、日本のラーメン店等をターゲットにして行われる電凸も見られる。

## 歴史
かつては個人が抗議しようとしても、窓口に苦情電話をかけたりビラをまいたりする程度が限界であったため、「おかしい」という思いが不特定多数に同時に共有されることはほとんどなく、広がっても各種市民団体や消費者団体が電話取材・公開質問状の提出などを行う程度であった。1990年代後半以降、インターネットの普及によって個人が意見や証拠を発信することが一般的になると、個人レベルでも「電話対応の録音と公開」「文書の公開」「まずい対応の（掲示板やまとめWiki、SNS等を用いた）組織的な追及」が可能になり、追及の手段としての電凸が定着した。
インターネットでの取材・公表を一躍有名にしたのは、1999年の東芝クレーマー事件である。この事件は音声ファイル（本社社員の暴言が含まれた）のインターネット上での公開という意味でブレイクスルーであり、センセーショナルなマルチメディアの威力、および企業危機管理の重要性を知らしめる結果となった。
その後、ブロードバンドインターネット接続の普及とともに不祥事や論議を呼ぶような行為を行った（とされた）個人・団体に対して電話で質問・抗議、回答をインターネット公開する手法が普及し、現在に至っている。
また、論議を呼ぶようなブログを執筆したことに対して行われることも見られ、電凸の対象自体がマスメディアの情報からネットの情報に移る傾向も見られる。

## 影響力のあった電凸の事例
- 毎日デイリーニューズWaiWai問題（2008年4月表面化）
  - 毎日新聞社の英語報道メディアが、事実と異なる低俗・卑猥な内容の英文記事を1989年以降長年にわたって何度も掲載していたことが問題となり、出版元の毎日新聞社のみならず同社に広告を出稿する企業や関連団体に対し大規模な電凸が行われた[9]。「毎日．ｊｐ」は同年7月中旬からしばらく、広告が全面ストップした。毎日新聞社は正式に謝罪し、問題についての検証記事を見開きで掲載したが、検証記事や社の対応がさらに物議を醸した。同年の毎日新聞社（第32期＝2008年4月〜2009年3月）は単体で12億円の連結赤字を出している。

- スマイリーキクチ中傷被害事件 （2009年表面化）
  - 1999年あたりから、スマイリーキクチが「不良時代に女子高生コンクリート詰め殺人事件に関与していた」とするデマがネット上で流れたことが発端で長らく誹謗中傷や脅迫を受け続け、これらのネットの噂を目にした視聴者から抗議の電話やメール、手紙が相次ぎ、一時期には、キクチが番組に出演する度に放送局、所属事務所、スポンサー、制作会社へ異常な数の電凸が押し寄せた。この影響により、キクチはブログ開設後も、最終警告を載せる日まで、仕事の番宣が書けなくなっていた。

- 大津いじめ自殺事件（2011年に発生し、2012年に問題が表面化）
  - 現場となった中学校に抗議の電凸が殺到し、学校は全国報道翌日にホームページから電話番号とメールアドレスの記載を削除した。報道の中で学校・市教育委員会・警察署などの隠蔽体質が問題とされたことから、ウェブ上で加害者や関係者を特定しようとする動きが広がった。フジテレビが「とくダネ！」番組内で映した訴訟準備画面について、インターネットユーザーらは黒塗りされた関係者氏名を判読し、明るく加工してウェブ上に掲載した[10]上で、事件と無関係の一般人を「加害者の親・親族である」と名指しして顔写真や氏名・住所・勤務先等の個人情報をウェブ上に掲載・拡散したため、これら無関係の人物の勤務先等にも電凸や無言電話が殺到した。不特定多数のインターネットユーザーがかかわったとみられるが、特に執拗・悪質とされた一般人3名が名誉毀損で書類送検され、1名は罰金30万円の略式命令を受けた。この他に慰謝料請求の民事訴訟も起きている。

- 日本テレビのドラマ「明日、ママがいない」問題（2014年1月 - 3月）
  - ドラマの表現手法に社会通念上問題があるとして議論をよび、番組のスポンサー企業および放送倫理・番組向上機構（BPO）に電凸が行われてスポンサーが全社CM放送を取りやめる事態となった（→明日、ママがいない）。週刊誌などがテレビ番組スタッフの声として「最近はネットで、電凸用にBPOの電話番号や抗議内容のフォーマットがすぐに共有されるので……本当に困っています」[11]といった意見を掲載しており、電凸が制作現場に影響を与えているのではないかとみていたが、放送終了を以って沈静化した。

- 朝日新聞の慰安婦誤報問題に関連した北星学園大学への電凸（2014年）
  - 1991年に掲載した記事が誤報だったとして2014年8月5日に朝日新聞が記事を取り消した問題で、当時記事を執筆した元記者が非常勤講師を務める北星学園大学に対して問い合わせが多く寄せられた[12]。元記者については週刊文春が批判記事を掲載したことで批判の電凸が殺到して神戸松蔭女子学院大学教授就任が取り消しになったとされるが[13]、北星学園大学では「電話、メール、ファックス、手紙など」に加えて大学周辺でのビラ配布や街宣活動があり、5月と7月には「大学を爆破する」等の脅迫電話と脅迫状があり被害届を提出。大学は「学問の自由・思想信条の自由を尊重し、対応は大学が主体的に判断する」とした上で「問い合わせと抗議については真摯に対応する」としている[14]。